# Долњи Чермна
Долњи Чермна (чеш. Dolní Čermná) је насељено мјесто са административним статусом варошице (чеш. městys) у округу Усти на Орлици, у Пардубичком крају, Чешка Република.

## Становништво
Према подацима о броју становника из 2014. године насеље је имало 1.308 становника.